# Rolladen-Schneider LS4
Rolladen-Schneider LS4 er et standardklasse etsædet svævefly fremstillet af Rolladen-Schneider Flugzeugbau GmbH mellem 1980 og 2003.

## Historie
LS4, efterfølgeren til LS1, fløj første gang i 1980. To år senere kom den forbedrede LS4a, som atter blev erstattet af LS4b i 1990.
Det er med 1048 fremstillede eksemplarer det fjerdemest producerede ikke-militære svævefly, kun overgået af træningstyperne Grunau Baby, Blanik og K8. Den lange årrække over hvilken flyet har været produceret findes kun tilsvarende for Schempp-Hirth Discus.
LS4 vandt de to første pladser i VM i standardklassen i Padderborn i 1981 og de seks første pladser i 1983 i New Mexico, heraf 1.pladsen indtaget af Stig Øye fra Danmark. Flyet klarer sig stadig godt i handicappede klasser og er vellidt som hygge- og klubfly.
Typen fastslog Rolladen-Schneiders omdømme for velskabte svævefly, som både er lette at flyve og har gode ydelser. Det er godmodigt nok til at være egnet til uerfarne piloter og dets ydelser ligger kun lidt under nye standardklassefly. Efter Rolladen-Schneiders konkurs i 2003 overtog slovenske AMS-Flight type-rettighederne og fremstillede frem til 2007 to eksemplarer. Produktionen var dog forbundet med for store omkostninger i forhold til brugtmarkedet, og der satses nu kun på reservedele og reparationer.
LS4 blev efterfulgt af LS7.

## Konstruktion
LS4 er et etsædet højtydende i glasfiber-armeret plastic med 15 m spændvidde og en stiv vinge. Kroppen er genanvendt fra LS3 og vingeprofilet herfra er modificeret. LS4-a adskiller sig udelukkende fra LS4 ved en højere tilladt totalvægt, som tillader mere vandballast. LS4-b tillader yderligere højere totalvægt, men har også automatiske rorkoblinger, mulighed for halehjul i stedet for haleslæber, mulighed for vandballast i halen ligesom canopy-konstruktionen er forstærket, hvilket gør det muligt at montere instrumentpanel herpå. B-versionen har også en 18 cm kortere krop og et 11 cm højere sideror, hvilket dog ikke medfører mærkbare ændringer af flyveegenskaberne.
De tidligere versioner kan modificeres med automatisk rortilslutning og halehjul, hvilket har ført til at der nu findes mange hybrider. Især eftermontering af halehjul har været populært.
Alle versioner kan modificeres til at have aftagelige winglets, som forbedrer flyveegenskaberne ved langsom flyvning og flyvning med vandballast. De modificerede fly tilføjes benævnelsen 'WL' og må kun medtage 100 kg vandballast. Med oprindelige vingetipper gælder den tidligere vægtbegrænsning stadig.
De to LS4-b fly, som er fremstillet af AMS-flight, er leveret fra fabrikken med winglets.

## Konkurrenceresultater
I 1981 blev verdensmesterskabet i standardklassen vundet af en LS4 og i 1982 tilsvarende europamesterskabet. I 1983 besatte LS4 de seks første pladser ved verdensmesterskabet i standardklassen.

## Anvendelse
LS4 anvendes nu i klubklassen eller – med vandballast – i standardklassen. Fra 2012 har den handicap 104; med winglets dog 105. LS4 er stadig populær grundet god ydelse og godmodige flyveegenskaber.